# Campionati del mondo di atletica leggera 2013 - 10000 metri piani femminili
La gara dei 10000 metri piani femminili si è svolta domenica 11 agosto 2013.

## Podio
| Pos.    | Atleta           | Nazione | Tempo    |
| ------- | ---------------- | ------- | -------- |
| Oro     | Tirunesh Dibaba  | Etiopia | 30'43"35 |
| Argento | Gladys Cherono   | Kenya   | 30'45"17 |
| Bronzo  | Belaynesh Oljira | Etiopia | 30'46"98 |

## Situazione pre-gara

### Record
Prima di questa competizione, il record del mondo (WR) e il record dei campionati (CR) erano i seguenti.
| Record                | Prestazione | Atleta                | Data                           | Competizione              |
| --------------------- | ----------- | --------------------- | ------------------------------ | ------------------------- |
| Record mondiale       | 29'31"78    | Junxia Wang Cina      | 8 settembre 1993 Pechino, Cina |                           |
| Record dei campionati | 30'04"18    | Berhane Adere Etiopia | 23 agosto 2003 Parigi, Francia | Campionati del mondo 2003 |

### Campioni in carica
I campioni in carica, a livello mondiale e continentale, erano:
| Campione | Atleta                     | Prestazione | Data                                | Competizione               |
| -------- | -------------------------- | ----------- | ----------------------------------- | -------------------------- |
| Olimpico | Tirunesh Dibaba Etiopia    | 30'20"75    | 3 agosto 2012 Londra, Regno Unito   | Giochi della XXX Olimpiade |
| Mondiale | Vivian Cheruiyot Kenya     | 30'48"98    | 27 agosto 2011 Taegu, Corea del Sud | Campionati del mondo 2011  |
| Europeo  | Ana Dulce Felix Portogallo | 31'44"75    | 1º luglio 2012 Helsinki, Finlandia  | Campionati europei 2012    |

### La stagione
Prima di questa gara, gli atleti con le migliori tre prestazioni dell'anno erano:
| Pos. | Atleta                  | Prestazione | Data                                    |
| ---- | ----------------------- | ----------- | --------------------------------------- |
| 1    | Meseret Defar Etiopia   | 30'08"06    | 27 giugno 2013 Sollentuna, Svezia       |
| 2    | Tirunesh Dibaba Etiopia | 30'26"67    | 27 giugno 2013 Ostrava, Repubblica Ceca |
| 3    | Gladys Cherono Kenya    | 30'29"23    | 27 giugno 2013 Ostrava, Repubblica Ceca |

## Risultati
| Pos. | Atleta                 | Nazionalità | Tempo    | Note |
| ---- | ---------------------- | ----------- | -------- | ---- |
|      | Tirunesh Dibaba        | Etiopia     | 30:43.35 |      |
|      | Gladys Cherono         | Kenya       | 30:45.17 |      |
|      | Belaynesh Oljira       | Etiopia     | 30:46.98 |      |
| 4    | Emily Chebet           | Kenya       | 30:47.02 | PB   |
| 5    | Hitomi Niiya           | Giappone    | 30:56.70 | PB   |
| 6    | Shitaye Eshete         | Bahrein     | 31:13.79 | SB   |
| 7    | Selly Chepyego Kaptich | Kenya       | 31:22.11 | PB   |
| 8    | Shalane Flanagan       | Stati Uniti | 31:34.83 |      |
| 9    | Ababel Yeshaneh        | Etiopia     | 32:02.09 |      |
| 10   | Christelle Daunay      | Francia     | 32:04.44 | SB   |
| 11   | Marisol Romero         | Messico     | 32:16.36 |      |
| 12   | Jordan Hasay           | Stati Uniti | 32:17.93 |      |
| 13   | Ana Dulce Félix        | Portogallo  | 32:36.73 |      |
| 14   | Amy Hastings           | Stati Uniti | 32:51.19 |      |
| 15   | Karolina Jarzyńska     | Polonia     | 32:54.15 |      |
| 16   | Juliet Chekwel         | Uganda      | 32:57.02 | NR   |
| 17   | Gulshat Fazlitdinova   | Russia      | 33:31.49 |      |
|      | Sabrina Mockenhaupt    | Germania    | DNF      |      |
|      | Lara Tamsett           | Australia   | DNF      |      |